# قرا قرایف (بازیکن فوتبال)
قرا قرایف (ترکی آذربایجانی: Qara Qarayev؛ زادهٔ ۱۲ اکتبر ۱۹۹۲) بازیکن فوتبال اهل جمهوری آذربایجان است.
از باشگاه‌هایی که در آن بازی کرده‌است می‌توان به باشگاه فوتبال قره‌باغ اشاره کرد.
وی همچنین در تیم‌های ملی فوتبال Azerbaijan national under-17 football team, Azerbaijan national under-19 football team، زیر ۲۱ سال جمهوری آذربایجان، و جمهوری آذربایجان بازی کرده‌است.